# Pefkófyto
Pefkófyto är en ort i Grekland.   Den ligger i prefekturen Nomós Kardhítsas och regionen Thessalien, i den centrala delen av landet, 240 km nordväst om huvudstaden Aten. Pefkófyto ligger 565 meter över havet och antalet invånare är 199.
Terrängen runt Pefkófyto är kuperad åt nordost, men åt sydväst är den bergig. Runt Pefkófyto är det ganska glesbefolkat, med 43 invånare per kvadratkilometer. Närmaste större samhälle är Mouzáki, 6,2 km norr om Pefkófyto. I omgivningarna runt Pefkófyto växer i huvudsak blandskog.